# Igelstabron
Igelstabron är en järnvägsbro i Södertälje i Stockholms län. På brons västra sida ligger järnvägsstationen Södertälje syd. Den invigdes 1995.

## Bakgrund

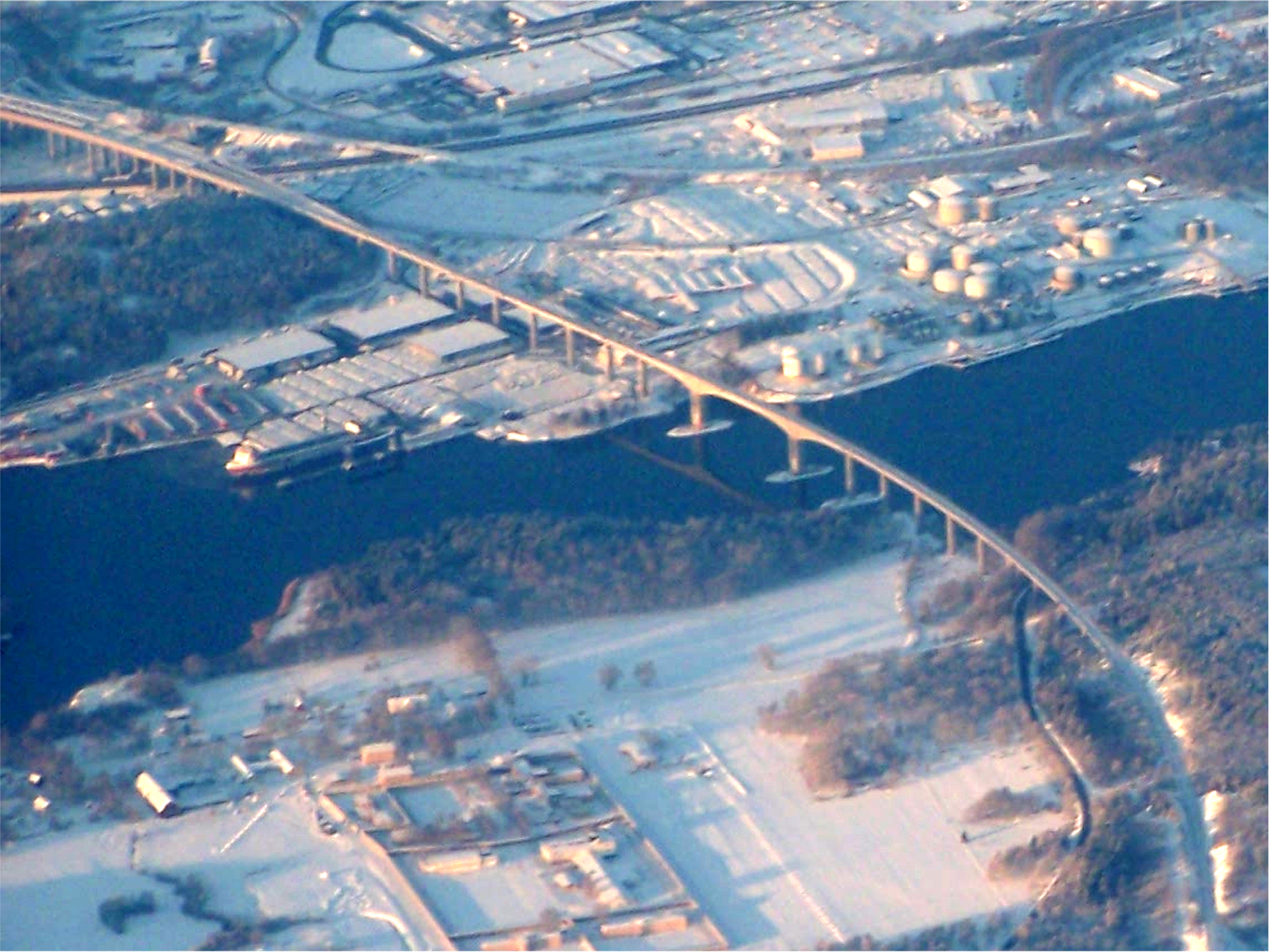
Igelstabron sedd från sydost, med stationen Södertälje syd i bildens övre vänstra hörn.

Igelstabron är 2 140 meter lång, och går som mest på 48 meters höjd över Södertälje kanal, vilket gör Igelstabron till Sveriges näst högsta och näst längsta järnvägsbro (längsta rena järnvägsbron, den svenska bandelen av Öresundsbron är längre).
Bron är troligen även Sveriges bredaste järnvägsbro, runt 50 meter bred på västra delen där stationen med fyra spår ligger.
Igelstabron går över Södertälje kanal, mellan Pershagen och Hall, söder om stadsdelen Östertälje.
Bron konstruerades i samband med Grödingebanan och invigdes i januari 1995. Sedan trafikstarten i november 1994 har Igelstabron varit den ena av två järnvägsbroar över kanalen. Den andra är Järnvägsbron, som ligger längs den äldre sträckan av Västra stambanan och som sedan Igelstabrons och Grödingebanans tillkomst främst trafikeras av pendeltåg.
Dalgången har branta sluttningar på båda sidor, något som begränsar brons längd. Att bygga en järnvägsbro (max lutning mellan 1,5 och 2 %) i platt terräng med 48 meters höjd skulle kräva en minst 5 000 meter lång bro.[källa behövs]

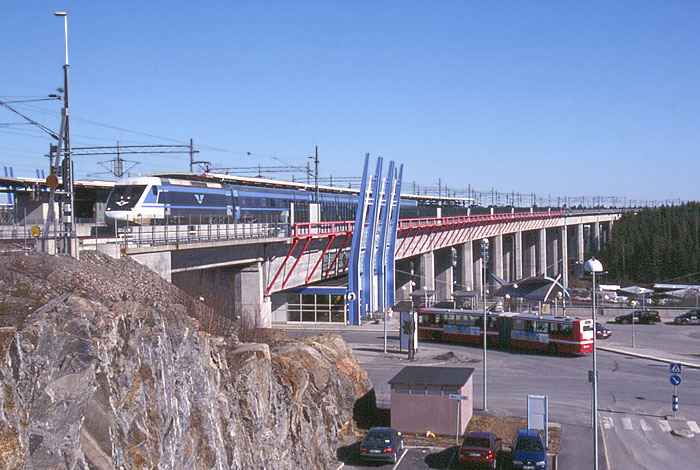
Ett X2000 gör uppehåll på Södertälje Syd på brons västra del. Hela bron syns inte på bilden.